# Ștefania Lazăr
Costela Ștefania Lazăr (n. 15 aprilie 1989, Slatina) este o handbalistă română care joacă pentru clubul Corona Brașov pe postul de intermediar dreapta.

## Biografie
Lazăr a început să joace handbal în orașul natal, la Liceul cu Program Sportiv. În sezonul 2003-2004, cu echipa liceului, pregătită de profesorii Mihai Teșuleanu și Victor Dăbuleanu, ea a devenit campioană națională la categoria junioare III. Performanța s-a repetat și în sezonul 2005-2006, când echipa liceului slătinean a câștigat campionatul național la categoria junioare II. Prima echipă de senioare a Ștefaniei Lazăr a fost KZN Slatina, cu care a evoluat în sezonul 2008-2009 al Ligii Naționale.
În 2009, handbalista s-a transferat la Universitatea Reșița, unde l-a avut ca antrenor pe Florentin Pera. Lazăr a rămas la Reșița până în pauza sezonului 2010-2011, când presa poloneză a anunțat transferul ei la echipa Vistal Łączpol Gdynia. La sfârșitul sezonului 2010-2011, după ce a câștigat Cupa Poloniei, Lazăr s-a întors în România și a evoluat pentru CSM Bacău 2010, apoi pentru Cetate Devatrans Deva, în Divizia A. O perioadă destul de lungă a anului 2013 nu a jucat, fiind accidentată.
În iulie 2014, presa română a anunțat transferul sportivei la SC Mureșul Târgu Mureș, însă ea a ajuns până la urmă în Turcia, la Ankara 1910 SK. A revenit destul de repede în România, după ce, în octombrie 2014, a semnat un contract cu echipa HC Zalău. Contractul a fost reziliat de comun acord în decembrie 2016, handbalista invocând probleme familiare. Suplimentar, antrenorul Gheorghe Tadici a afirmat că „oricum, în vară îi expira contractul și nu exista dorință nici din partea noastră, dar nici din partea ei de a continua colaborarea”.
Ștefania Lazăr a revenit în orașul natal și s-a alăturat echipei CSM Slatina, care evolua la acea vreme în Divizia A. La sfârșitul sezonului 2016-2017, CSM Slatina a promovat în Liga Națională. În 2009, Lazăr a semnat un contract cu Gloria 2018 Bistrița-Năsăud, de unde, în luna octombrie, a fost împrumutată un sezon la CS Rapid București. Clubul din București a păstrat-o pe handbalistă și în sezonul 2020-2021. 
Între 2021 și 2023 a jucat la CS Dacia Mioveni 2012, unde a fost și căpitanul echipei. În vara anului 2023, Ștefania Lazăr s-a transferat la CSM Corona Brașov.
În noiembrie 2018, Ștefania Lazăr a făcut parte din selecționata B a echipei naționale a României care a luat parte la turneul internațional Trofeul Carpați.

## Palmares
- Campionatul Poloniei:
  - Locul 3: 2011

- Cupa Poloniei:
  -  Câștigătoare: 2011